# 28:e januariincidenten
Den 28:e januariincidenten eller Shanghaiincidenten (28 januari – 3 mars 1932) var en konflikt mellan Republiken Kina och Japanska imperiet. Den ägde rum i Shanghai International Settlement som stod under internationell kontroll. I denna del av Shanghai skedde demonstrationer mot Japan på grund av bland annat den japanska invasionen av Manchuriet. Japan svarade med att skicka in en sekt av militanta ultranationalistiska japanska buddhistiska munkar som tillhörde Nichirensekten. Munkarna använde antikinesiska och projapanska nationalistiska slagord och propagerade för japanskt styre över Östasien. Responsen blev en kinesisk mobb som dödade en munk och skadade två. Japanerna startade då upplopp och brände ner en fabrik och dödade två kineser. Hårda strider bröt ut. Kina vädjade till Nationernas Förbund utan framgång. En vapenvila nåddes slutligen den 5 maj, med villkoren att japansk milis skulle dra sig tillbaka samtidigt som Kina skulle sluta bojkotta japanska produkter.
Internationellt ledde incidenten till en ökad kritik mot Japans agerande i Asien. Den 15 maj mördades premiärminister Inukai Tsuyoshi.

## Namn
I kinesisk litteratur är den här händelsen känd som 28:e januariincidenten medan västerländska källor ofta talar om Shanghaikriget 1932, Shanghaiincidenten eller Slaget om Shanghai 1932. I Japan är den känd som Den första Shanghaiincidenten, medan Den andra Shanghaiincidenten är den japanska benämningen för Slaget om Shanghai som inträffade under inledningsskedet av det Andra kinesisk-japanska kriget 1937.